# Novancia
Novancia Business School Paris è stata una scuola superiore francese di commercio (cosiddetta grande école) ed è stata una delle principali business school francesi. È stata inaugurata nel novembre del 2011, in seguito alla fusione delle scuole Advancia e Négocia. La scuola ha cessato l'attività in data 1 settembre 2019.

## Storia
- 1863: creazione dell'ECCIP[3] – Scuola commerciale della CCIP (Camera di commercio e dell'industria di Parigi)
- 1993: creazione di Négocia, centro internazionale di formazione alle attività di vendita e alla negoziazione della CCIP, che raggruppa diverse scuole tra cui l'Académie commerciale Internationale (ACI) (Accademia commerciale internazionale) istituita nel 1920
- 1999: creazione di Advancia, nata dalla fusione dell'ECCIP e dal CPSS Trudaine (Scuola per assistenti di azienda). Advancia è specializzata nell'imprenditoria, nella gestione e nella finanza-controllo di gestione.
- 2007: avvicinamento amministrativo di Advancia e di Négocia.
- 2008: Advancia e Négocia diventano membri del capitolo delle scuole di gestione della Conferenza delle grandes écoles[4].
- 2010: l'AACSB (Association to Advance Collegiate Schools of Business) convalida il dossier di eleggibilità di Advancia e di Négocia e lo integra ufficialmente nel processo di riconoscimento[5].
- 2011: fusione di Advancia e di Négocia. Inaugurazione di Novancia[1].
- 2013: la riforma delle CCI (Camera di commercio e dell’industria) dà origine il 1º gennaio 2013 alla Camera di commercio e dell'industria di Parigi Île-de-France che raggruppa sei CCI dipartimentali (tra cui la CCIP)[6].
- 2019: la scuola è stata chiusa in data 1 settembre 2019[2].

## Struttura
L'università dispone di due sedi:
1. Montparnasse nel 14º arrondissement (divisione amministrativa)
2. Porte de Champerret nel 17º arrondissement (divisione amministrativa)